# Campello (Faido)
Campello (in dialetto ticinese Campell) è una frazione di 50 abitanti del comune svizzero di Faido, nel Canton Ticino (distretto di Leventina).

## Geografia fisica
Campello è posto in Val Leventina.

## Storia
Tradizionalmente si fa risalire l'origine del villaggio alla metà del XVIII secolo, quando la popolazione si insediò a Campello in seguito all'abbandono dell'abitato di Fontanedo.

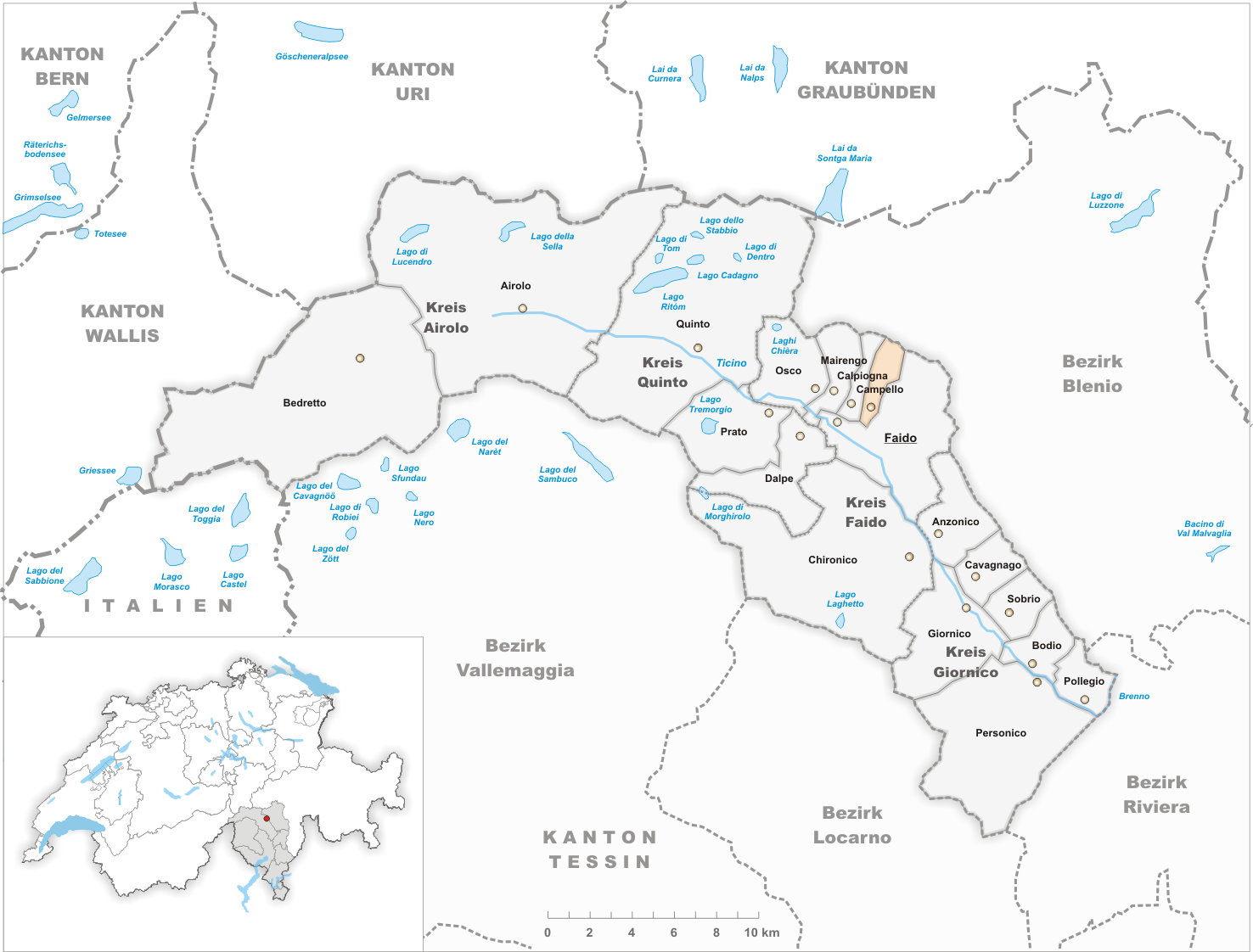
Il territorio del comune di Campello prima degli accorpamenti comunali del 2012

Già comune autonomo istituito nel 1853 per scorporo dal comune di Calpiogna e che si estendeva per 4,0 km², nel 2012 è stato accorpato al comune di Faido assieme agli altri comuni soppressi di Anzonico, Calpiogna, Cavagnago, Chironico, Mairengo e Osco. La fusione è stata decisa con la votazione popolare del 25 settembre 2011 e con 32 voti favorevoli e 11 contrari.
Nell'inverno 1950-1951, una valanga originatasi nella zona detta Canariscett distrusse un ricovero per animali che si trovava nelle vicinanze del ponte situato lungo la strada di collegamento tra le località Molare e Croce.

## Monumenti e luoghi d'interesse
- Chiesa parrocchiale di Santa Margherita, costruita nel 1632 in stile tardo barocco[1];
- Oratorio del Santissimo Nome di Maria in località Fontanedo, risalente al XV secolo e consacrato nel 1632[senza fonte];
- Casa Brentini Lümeia, antica casa leventinese[senza fonte].

## Società

### Evoluzione demografica
L'evoluzione demografica è riportata nella seguente tabella:
Abitanti censiti

## Amministrazione
Ogni famiglia originaria del luogo fa parte del cosiddetto comune patriziale e ha la responsabilità della manutenzione di ogni bene ricadente all'interno dei confini della frazione.